# Nido di ghiaia
Nella letteratura scientifica viene indicato con il termine segregazione del calcestruzzo mentre nel gergo tecnico si indicano con il termine nidi di ghiaia dei difetti volumici del calcestruzzo indurito che influenzano non solo le sue caratteristiche estetiche ma anche quelle di durabilità. 

## Caratteristiche
Il nido di ghiaia è una porzione di getto in cui gli aggregati grossi si presentano sciolti e/o con presenza di cavità, le particelle più grossolane dell'inerte possono essere ricoperte parzialmente da malta cementizia.

## Cause
Le cause possono essere molteplici:
- progettuali: sezioni con forte congestione dei ferri di armatura, mancanza di spazio per l'introduzione dei vibratori
- casseformi: giunti tra i vari elementi non a tenuta, che permettono la fuoriuscita di acqua o boiacca o malta.
- propriètà del calcestruzzo fresco[1]: carenza di aggregati fini, scarsa lavorabilità o eccesso di acqua, indurimento anticipato, diametro massimo degli inerti grandi in relazione alle dimensioni del getto
- messa in opera: calcestruzzo lasciato cadere da un'altezza eccessiva, carico eccessivo di calcestruzzo nelle casseforme, tramogge di carico inesistenti o inefficaci, spostamento orizzontale del calcestruzzo
- compattazione: vibratori sotto dimensionati per potenza, frequenza o ampiezza, tempo di vibrazione troppo breve o eccessivo, distanza eccessiva tra i punti di vibrazione, numero di vibratori insufficienti.
- densità dell'armatura: nelle strutture fittamente armate ci può essere il bloccaggio degli aggregati tra le barre di armatura (blocking).